# Buongiorno, notte
Buongiorno, notte és una pel·lícula italiana estrenada l'any 2003 i dirigida per Marco Bellocchio. La trama està adaptada lliurement del llibre de 1988 Il prigioniero de l'antiga membre de les Brigades Roges Anna Laura Braghetti, que narra el segrest i assassinat d'Aldo Moro l'any 1978 per part de les Brigades Roges.

## Sinopsi
Un petit grup de militants de les Brigades Roges lloga un pis i segresta a Aldo Moro, antic primer ministre d'Itàlia i líder del partit Democràcia Cristiana. Moro escriu moltes cartes als polítics, al Papa Pau VI i la seva família, però el govern italià es nega a negociar. Chiara, una militant del grup, interpretada per Maya Sansa, planteja dubtes sobre el pla.

## Repartiment
- Maya Sansa com a Chiara
- Luigi Lo Cascio com a Mariano
- Roberto Herlitzka com a Aldo Moro
- Paolo Briguglia com a Enzo
- Pier Giorgio Bellocchio com a Ernesto
- Giovanni Calcagno com a Primo
- Giulio Bosetti com a Papa Pau VI

## Producció
L'any 1995, Bellocchio ja havia dirigit un documental sobre les Brigades Roges i el segrest d'Aldo Moro que es titulava Sogni infranti (lit. ‘Somnis trencats’).
El títol de la pel·lícula prové del poema Good morning, midnight d'Emily Dickinson, a la traducció italiana de 2001 del poeta i novel·lista Nicola Gardini, que va utilitzar per primera vegada la forma «Buongiorno, notte».
La pel·lícula va ser produïda per Filmalbatros i Rai Cinema en col·laboració amb Sky Italia, i distribuïda a les sales per 01 Distribution. Va ser reconeguda d'interès cultural nacional per la Direcció General de Cinema del Ministeri de Patrimoni i Activitats Culturals d'Itàlia, d'acord amb la resolució ministerial de 17 de juny de 2002.

## Banda sonora
La música original de la pel·lícula va ser composta per Riccardo Giagni. La banda sonora també inclou composicions de Franz Schubert, Giuseppe Verdi i Jacques Offenbach, així com dues de les cançons més famoses de Pink Floyd, The Great Gig in the Sky i Shine On You Crazy Diamond -per exemple, mentre que Chiara veu a la televisió les imatges dels partisans italians afusellats pels nazis, mentre llegia Cartes de condemnats a mort de la Resistència italiana (8 de setembre de 1943 - 25 d'abril de 1945)- aquesta última també utilitzada al tràiler; la cançó que canten els antics partisans és, en canvi, Fischia il vento.

## Realitat i ficció
A més del llibre d'Anna Laura Braghetti, el director es va inspirar en altres fonts; per exemple, la sentència pronunciada pel líder dels brigadistes, Mariano, per motivar els seus seguidors, és a dir, que l'assassinat imminent de Moro «és el màxim acte d'humanitat possible en una societat dividida entre classes». Concretament, està extreta d'una nota de premsa del 10 de maig a la sala dels judicis de la caserna de La Marmora de Torí, pels empresonats fundadors de les Brigades Roges, Renato Curcio i Alberto Franceschini: «...Per això reivindiquem que l'acte revolucionari de justícia exercit per les Brigades Roges contra el polític criminal Aldo Moro, (...), és el més alt acte d'humanitat possible per als proletaris comunistes i revolucionaris, en aquesta societat dividida entre classes».

## Recepció
El setembre de 2003 va ser seleccionada a la 60a Mostra Internacional de Cinema de Venècia, rebent un important reconeixement de la crítica i apreciada igualment pels familiars d'Aldo Moro. Al mateix temps, la pel·lícula es va estrenar als cinemes, convertint-se en la pel·lícula més taquillera mai feta per Marco Bellocchio, amb uns 4.000.000 d'euros d'ingressos de Cinetel.
Alguns antics militants de Brigades Roges, com Morucci i Gallinari, van dir que havien vist la pel·lícula. Morucci també va expressar un moderat reconeixement: «Els seus amics van negar l'autenticitat de les seves cartes mentre alguns de nosaltres, en llegir-les, les vam associar amb les dels condemnats a mort de la Resistència. Així ho subratlla la pel·lícula, i és realment cert. Va ser una cosa impactant».

## Polèmica
Tot i que la pel·lícula va ser vista com la favorita per guanyar el Lleó d'Or al Festival Internacional de Cinema de Venècia, el seu únic premi significatiu va ser pel guió, despertant molta polèmica entre els experts. El director Marco Bellocchio, decebut, va abandonar l'acte, delegant a l'actor Luigi Lo Cascio la tasca de recollir el premi. El president del jurat Mario Monicelli va corroborar les motivacions que no havien convençut els jurats d'assignar el màxim reconeixement a la pel·lícula: «era impossible convèncer els estrangers... aquesta pel·lícula no estava a l'altura de la seva precedent, L'ora di religione (Il sorriso di mia madre)». Arran d'aquestes declaracions, i després d'una reunió entre l'aleshores president de la Biennal de Venècia, Franco Bernabè, i el director general de Rai Cinema Giancarlo Leone, Rai Cinema va anunciar en protesta que ja no participaria en el festival.

## Premis
- Premis del Cinema Europeu - Premi Fripesci
- Premi David di Donatello al millor actor secundari (Roberto Herlitzka)
- Nastro d'Argento al millor actor (Roberto Herlitzka)
- Festival Internacional de Cinema de Venècia - Premi «a la contribució individual destacada» (Marco Bellocchio)[12]